# 張繼 (光緒進士)
張繼（1852年10月11日—？），字擇之，號少齋，甘肅省鞏昌府隴西縣人，清朝政治人物。行三，進士出身。

## 生平
由癸酉科拔貢生，中式光緒元年乙亥恩科本省鄉試第十名舉人，丙子恩科會試中式三百三十九名貢士，保和殿覆試二等第十二名，殿試二甲第六十八名進士，朝考二等第三十六名。引見奉旨改翰林院庶吉。十三年丁丑科散舘引見以知縣用。五月赴部投供。旋丁父憂。回籍守制。五年服滿起復赴京。六年三月分選授江蘇鹽城縣知縣。因親老告近。五月分改選四川墊江縣知縣。六月初五日經欽派王大臣驗放奉旨依議欽此。十一日領憑起程。於是年十二月二十一日到任。八月調補江津縣知縣。十年八月初六日到任。十二年調補華陽縣知縣。十三年正月初九日到任。歴調署東鄉縣、萬縣、漢州知州、代理成都縣知縣。十五年大計保薦卓異。十九年十一月調署綿竹縣知縣。是月二十七日到任。
光緒二年五月（6月3日），改庶吉士。光緒三年四月癸丑（1877年6月9日），翰林院散馆，著以即用知縣。歷任四川墊江、華陽、東鄉、萬、成都知縣，後署理漢州知州。重視地方治安．嚴加緝捕．匪徒斂跡。工書法，頗有逸致。他關心桑梓文化教育，李壽芝知縣為襄武書院籌集資金，慨捐白銀500兩，著有《友竹山房飲花吟社詩選》。光緒二十三年(1897年)，因瞻對藏官逼叛人民，起而殺藏官欲自立。張繼作為川軍“統領”被四川總督鹿傳霖派往其地剿撫，欲改流設官，卻因鹿傳霖與駐藏大臣文海、駐川將軍恭壽不和，被二人密告，劾鹿參張。於是仍把瞻對交藏人管理。張繼以此獲罪流放新疆。因廉吏而免戍，有收川邊之功。